# Europa (satèl·lit)
Europa (Júpiter II) és un satèl·lit de Júpiter, el sisè més pròxim al planeta i el més petit dels quatre satèl·lits galileans, però tot i això el quart més gros de Júpiter i el sisè de tot el sistema solar. Fou descobert l'any 1610 per Galileo Galilei i batejat en honor d'Europa, filla del rei de Tir que esdevengué una de les amants de Zeus. Progressivament les millors observacions d'Europa s'han produït al llarg dels segles pels telescopis terrestres, i per sobrevols de sondes espacials a partir de la dècada de 1970.
Lleugerament més petit que la Lluna, Europa està primordialment compost de roca de silicat, té una escorça de gel i probablement un nucli de ferro i níquel. Té una atmosfera tènue composta sobretot d'oxigen. La seva superfície està estriada d'esquerdes i ratlles, mentre que els cràters hi són infreqüents. Té la superfície més llisa de qualsevol sòlid conegut del sistema solar. Les aparents joventut i llisor de la superfície han conduït a la hipòtesi que existeix un oceà d'aigua a sota, el qual podria servir de llar a vida extraterrestre. Aquesta hipòtesi proposa que la calor de l'acceleració de marea manté l'oceà en estat líquid i provoca una activitat geològica similar a la tectònica de plaques. El 8 de setembre de 2014, la NASA reportà haver trobar proves que suportaven la hipòtesi de la tectònica de plaques a la closca gelada d'Europa (el primer signe de tal activitat geològica a un altre planeta). El 12 de maig de 2015 els científics anunciaren que la sal marina d'un oceà subterrani podria ser la causant d'alguns trets geològics d'Europa, suggerint que l'oceà interactua amb el fons marí. Això pot ser important per determinar si Europa podria ser habitable.
El desembre de 2013, la NASA reportà la detecció de minerals argilosos (concretament fil·losilicats) a l'escorça gelada d'Europa. A més, el telescopi espacial Hubble va detectar plomalls de vapor d'aigua similars al del satèl·lit saturnià Encèlad; es creu que és degut a crioguèisers en erupció.
La sonda Galileo, llançada el 1989, va proveir la informació coneguda d'Europa fins avui. Cap nau espacial ha aterrat encara a Europa, però les seves característiques intrigants han conduït a diverses propostes d'exploració ambicioses. El Jupiter Icy Moon Explorer (JUICE) de l'Agència Espacial Europea és una missió a Ganimedes que es llançarà el 2023 i sobrevolarà dues vegades Europa. L'Europa Clipper previst per la Nasa s'hauria de llançar el 2024.

## Descobriment i denominació
Europa, juntament amb les altres tres grans llunes de Júpiter, Io, Ganímedes i Calisto, va ser descoberta per Galileo Galilei el 8 de gener de 1610, i possiblement de manera independent també per Simon Marius. La primera observació d'Io i Europa va ser feta per Galileu el 7 de gener de 1610 amb un telescopi refractor d'augment de 20 × a la Universitat de Pàdua. No obstant això, en aquella observació, Galileu no va poder separar Io i Europa a causa del baix augment del seu telescopi, de manera que els dos es van registrar com un únic punt de llum. L'endemà, 8 de gener de 1610, que és la data que es considera que es va descobrir Europa segons la IAU, Io i Europa es van veure per primera vegada com a cossos separats durant les observacions de Galileu del sistema de Júpiter.
Europa és l'homònim d'Europa (filla d'Agenor, filla del rei de Tir, una noble fenícia de la mitologia grega. Com tots els satèl·lits galileans, Europa porta el nom d'un amant de Zeus, l'homòleg grec de Júpiter. Europa va ser festejada per Zeus i es va convertir en la reina de Creta. L'esquema de noms el va suggerir Simon Marius, que va atribuir la proposta a Johannes Kepler.
Els noms van caure en desgràcia durant un temps considerable i no es van recuperar en l'ús general fins a mitjans del segle xx. En gran part de la literatura astronòmica anterior, Europa es coneix simplement amb la seva designació en nombres romans com Júpiter II (un sistema també introduït per Galileu) o com el "segon satèl·lit de Júpiter". El 1892, el descobriment d'Amaltea, l'òrbita de la qual estava més a prop de Júpiter que la de les llunes galilees, va empènyer Europa a la tercera posició. Les sondes Voyager van descobrir tres satèl·lits interiors més el 1979, de manera que Europa es considera ara el sisè satèl·lit de Júpiter, tot i que encara es coneix com a Júpiter II. La forma que s'ha estandarditzat és Europa.

## Característiques físiques

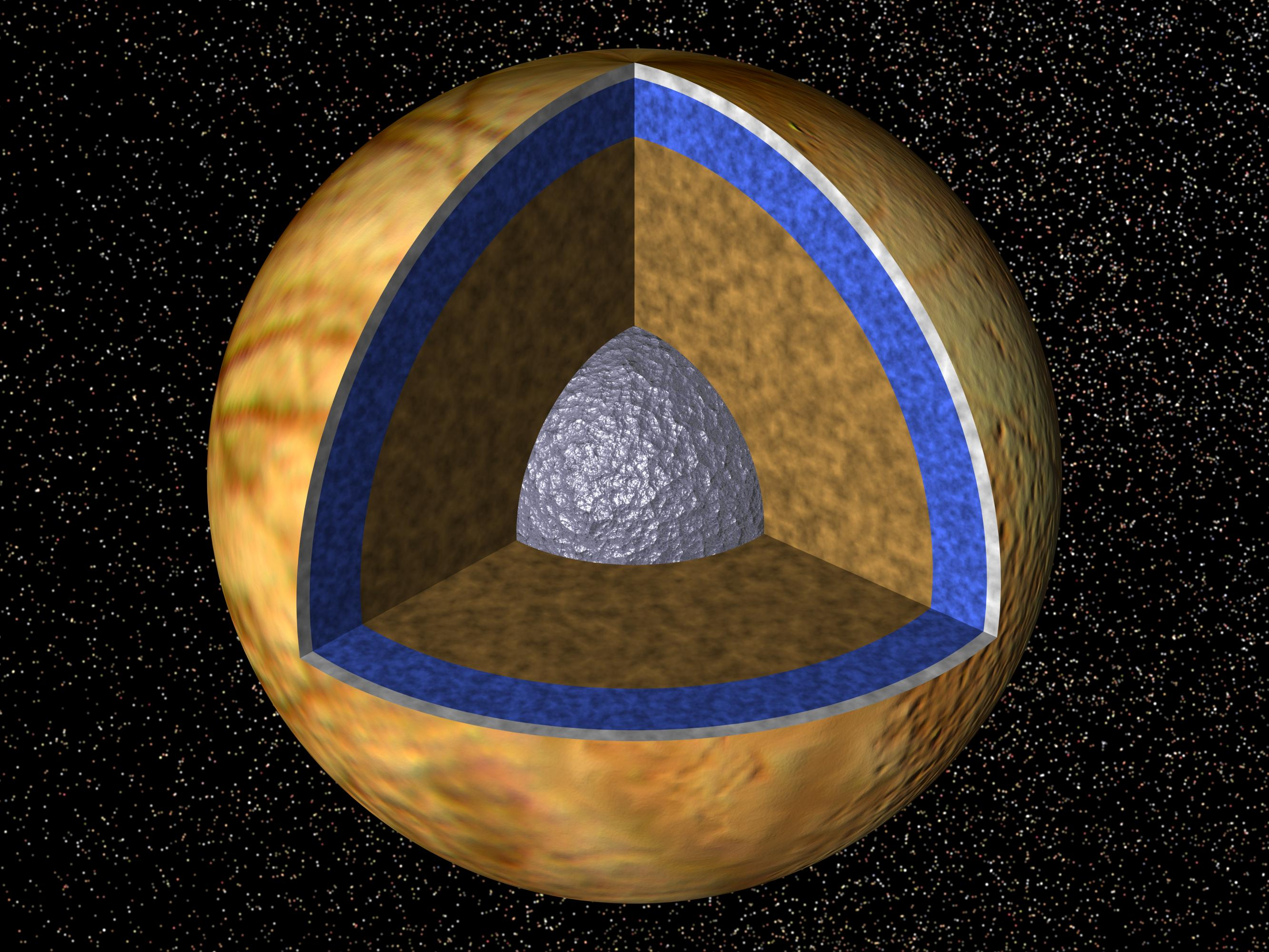
L'interior d'Europa. De dins cap a fora: el nucli sòlid de ferro i níquel, un calent mantell rocós, una capa d'aigua líquida i la crosta de gel (10 km)

Europa és un cos esfèric de mida una mica més petita que la Lluna (3.122 i 3.475 km de diàmetre, respectivament). La seva densitat és relativament alta (3.013 kg/m³) comparada amb la d'altres satèl·lits i té una massa de 4,8·1022 kg. La composició d'Europa és similar a la dels planetes terrestres, i està composta principalment per roques silíciques. Té una capa externa d'aigua d'uns 100 km de gruix (part com a gel en la crosta i, possiblement part en forma d'oceà líquid a sota del gel). L'any 1998, la NASA va anunciar, a partir de les dades enviades per la sonda Galileu, que Europa genera un camp magnètic interaccionant amb el camp magnètic de Júpiter, cosa que suggereix la presència d'una capa de fluid conductor sota la superfície d'Europa, probablement un oceà líquid d'aigua salada. També té un petit nucli metàl·lic de ferro i níquel.

### Superfície
La superfície d'Europa és molt llisa. S'han observat pocs accidents geogràfics de més d'uns pocs centenars de metres d'altura. Les vistoses franges fosques entrecreuades semblen ser principalment marques d'albedo amb molt poc de relleu vertical. Hi ha pocs cràters a Europa (tan sols tres són majors de 5 km de diàmetre), i la seva albedo és una de les majors de totes les llunes. Açò podria indicar una superfície jove i activa; basant-se en estimacions sobre la freqüència del bombardeig de cometes que probablement suporta Europa, la seva superfície no pot tenir més de 30 milions d'anys. El poc relleu i les marques visibles en la superfície d'Europa s'assemblen a les d'un oceà gelat de la Terra, i es pensa que sota la superfície gelada d'Europa hi ha un oceà líquid que es manté calent gràcies a la calor generada per les forces de marea de Júpiter. La temperatura de la superfície d'Europa és de 110 K en l'equador i de només 50 K en els pols, per la qual cosa l'aigua gelada de la superfície és dura com una roca. Els majors cràters pareixen estar farcits de gel nou i pla; basant-se en açò i en la quantitat de calor generada a Europa per les forces de marea, s'estima que la crosta de gel sòlid té un gruix aproximat d'entre 10 i 30 km, cosa que pot significar que l'oceà líquid s'estén per davall fins a una profunditat de 90 km.

#### Les vetes fosques

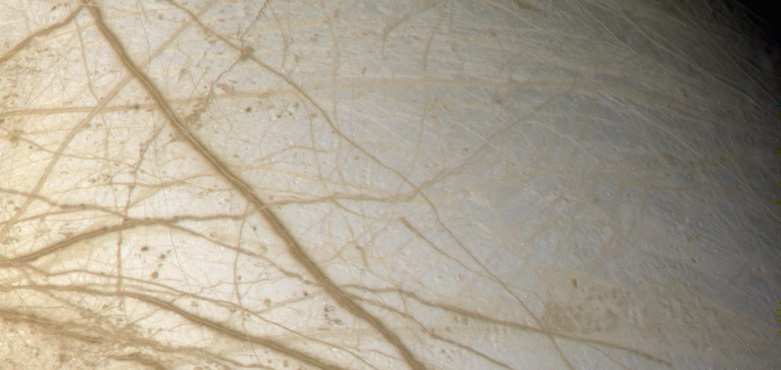
Imatge en color autèntic d'Europa presa per la sonda Galileu. S'hi poden observar vetes foques i lenticulae

La característica més cridanera de la superfície d'Europa són una sèrie de vetes fosques que s'entrecreuen per tota la superfície de la lluna. Algunes arriben a tenir fins a 3.000 km de llarg. Estes vetes s'assemblen a les esquerdes que es formen en el gel marí de la Terra. Un examen pròxim mostra que les vores de la crosta d'Europa, a cada costat de les esquerdes, estan desplaçades de la seva posició original. Les majors franges tenen uns 20 km d'amplada amb difuses vores externes, estriaments regulars, i una franja central de material més clar, que es creu que s'ha originat per una sèrie d'erupcions volcàniques d'aigua o guèisers en obrir-se la crosta de gel i quedar exposades les capes més càlides de l'interior. L'efecte és semblant a l'observat a la Terra en les dorsals oceàniques.
En trencar-se el gel, els guèisers també expulsen material rocós que, en caure, deixen aquests rastres foscos. Les proves espectrogràfiques suggereixen que les zones rogenques fosques i altres característiques de la superfície d'Europa pareixen ser riques en sals com el sulfat de magnesi, dipositades per l'aigua que emergeix de l'interior en evaporar-se. Les sals habitualment són incolores o blanques, per la qual cosa ha d'haver-hi una altra substància present que contribuïsca a donar el color rogenc: es creu que siga sofre o compostos de ferro.
Es creu que estes fractures s'han produït en part per les forces de marea exercides per Júpiter; la superfície d'Europa es desplaça fins a 30 metres entre la marea alta i baixa. Europa està ancorada per les forces de marea (en marea morta, com la Lluna respecte a la Terra) amb Júpiter i sempre manté la mateixa orientació cap al planeta; per tant, els patrons de forces haurien de seguir un patró distintiu i predictible. Només les fractures més recents d'Europa pareixen ajustar-se a aquest patró predictible; altres fractures pareixen haver ocorregut en orientacions cada vegada més diferents, com més antigues són. Açò podria explicar-se si la superfície d'Europa girés lleugerament més ràpid que el seu interior, un efecte que és possible a causa del fet que l'oceà desacobla la superfície de la lluna del seu mantell rocós i també als efectes de la gravetat de Júpiter que tira de la crosta exterior de la lluna. Comparacions de les fotos de les Voyager i de la sonda Galileu suggereixen que la crosta d'Europa gira com a màxim una vegada cada 10.000 anys en relació amb el seu interior.

#### Les "pigues"

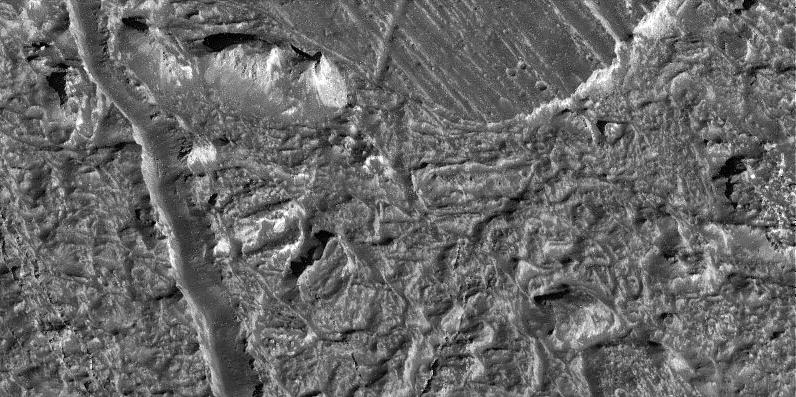
Regió de Chonamara Chaos. La crosta de gel s'ha trencat i les diferents plaques han estat desplaçades i rotades, deixant-hi un terreny caòtic

Una altra característica present en la superfície d'Europa són les lenticulae, (el nom llatí per a pigues) de forma circular o el·líptica. Moltes són cúpules, d'altres clots i d'altres taques fosques llises. D'altres tenen una textura desigual. La superfície de les cúpules pareix trossos de les plaques més antigues que les rodegen que hagueren estat espentades cap amunt. Es pensa que es van formar a partir de blocs de gel més calent que van ascendir respecte al gel més fred de la crosta, de manera semblant al que ocorre amb les cambres de magma en l'escorça terrestre. Les taques fosques llises poden haver-se format per aigua líquida que haja escapat de l'interior quan es fractura la superfície de gel. Les lenticulae irregulars (anomenades regions de chaos), per exemple Conamara Chaos, pareixen haver-se format a partir de molts xicotets fragments de crosta sobre taques fosques llises, com icebergs en un mar congelat.

### Atmosfera
Recents observacions del telescopi espacial Hubble indiquen que Europa té una atmosfera molt tènue (~10-11 bars de pressió a la superfície) composta d'oxigen. De les 61 llunes del sistema solar, només cinc (Ió, Cal·listo, Ganimedes, Tità i Tritó) se'n sap que tenen atmosfera. A diferència de l'oxigen de l'atmosfera terrestre, el de l'atmosfera d'Europa és, quasi amb tota seguretat, d'origen no biològic. Més probablement, es genera per la llum del Sol i les partícules carregades que xoquen amb la superfície gelada d'Europa, produint vapor d'aigua que és posteriorment dividit en hidrogen i oxigen. L'hidrogen aconseguix escapar de la gravetat d'Europa, però no així l'oxigen.

### Camp magnètic
La sonda Galileu ha revelat que Europa té un camp magnètic dèbil (al voltant d'1/4 de la intensitat del camp magnètic de Ganimedes i semblant al de Cal·listo) i, el que és més interessant, que varia periòdicament en travessar l'intens camp magnètic de Júpiter.

## Vida
S'ha imaginat que pot existir vida a l'oceà que hi ha sota el gel d'Europa, tal vegada sustentada en un entorn semblant al que en les profunditats dels oceans de la Terra són les fumaroles hidrotermals o el llac Vostok a l'Antàrtida. No hi ha evidències que sustenten aquesta hipòtesi. No obstant això, s'han fet esforços per evitar qualsevol possibilitat de contaminació. La missió Galileu va concloure el setembre del 2009 amb la col·lisió provocada de l'astronau contra Júpiter. Si simplement s'haguera abandonat la nau, en no estar esterilitzada, en el futur podria haver xocat amb Europa tot contaminant-la amb microorganismes terrestres. La introducció d'aquests microorganismes hauria fet impossible determinar si Europa havia tingut la seva pròpia vida i, en cas d'existir, fins i tot podria haver-la destruïda.